# Cynodonichthys wassmanni
Cynodonichthys wassmanni es un pez de agua dulce, perteneciente a la familia de los rivulines en el orden de los ciprinodontiformes.

## Morfología
De cuerpo alargado, los machos pueden alcanzar los 5,8 cm de longitud máxima.

## Distribución geográfica
Se encuentran en ríos de América Central, en cuencas fluviales atlánticas de Panamá, donde es endémico de la provincia de Bocas del Toro.

## Hábitat
Viven en pequeños cursos de agua de clima tropical, de comportamiento bentopelágico y no migrador.